# G-Sync

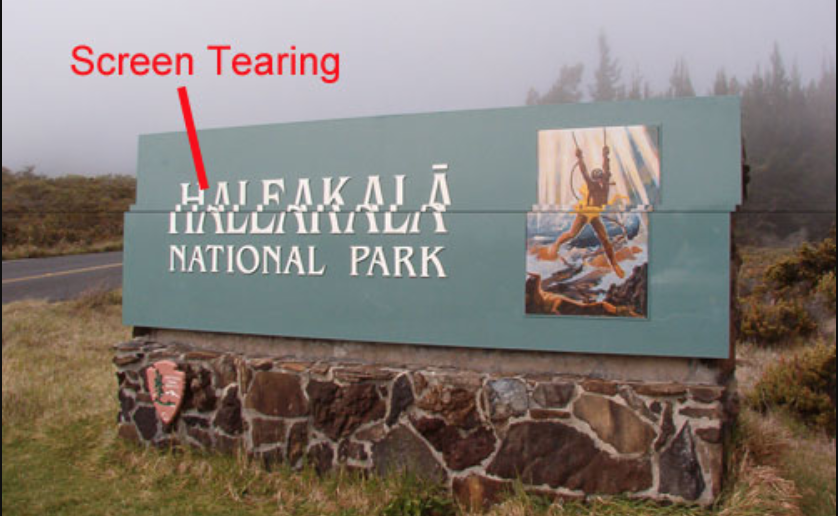
Ejemplo de un desgarro de pantalla.

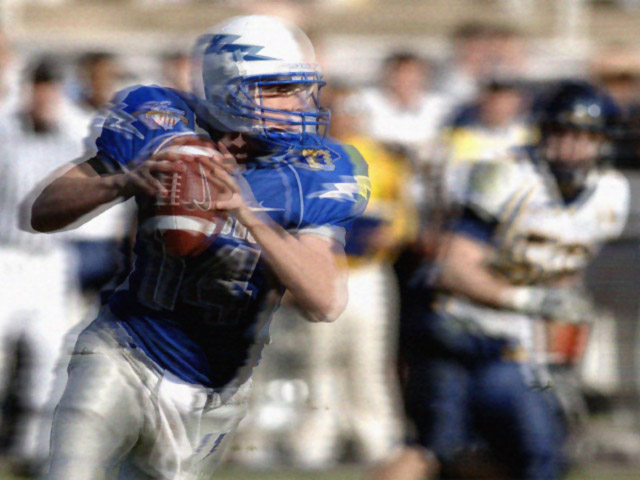
Imagen con ghosting.

G-Sync es una tecnología de sincronización adaptativa desarrollada por Nvidia cuyo objetivo principal es eliminar el screen tearing y la necesidad de alternativas de software como la V-sync. G-Sync elimina el desgarro de la pantalla al permitir que el monitor se adapte a la frecuencia de imágenes del dispositivo de salida (tarjeta gráfica/gráficos integrados) en lugar de que el dispositivo de salida se adapte a la pantalla, que tradicionalmente podía actualizarse a mitad del proceso de salida de un fotograma por el dispositivo, lo que provocaba el desgarro de la pantalla, o que se mostraran dos o más fotogramas a la vez. Para que un dispositivo utilice G-Sync, debe contener un módulo G-Sync propietario vendido por Nvidia. AMD ha lanzado una tecnología similar para pantallas, llamada FreeSync, que tiene la misma función que G-Sync pero sin derechos de propiedad intelectual.
Nvidia construyó una función especial de evitación de colisiones para evitar la eventualidad de que un nuevo fotograma esté listo mientras se está dibujando un duplicado en la pantalla (algo que podría generar lag), en cuyo caso el módulo se anticipa al refresco y espera a que se complete el siguiente fotograma. El tiempo de respuesta de compensación también se vuelve complicado en un escenario de refresco no fijo, y las soluciones que predicen cuándo se va a producir el siguiente refresco y ajustan en consecuencia el valor de overdrive deben implementarse y ajustarse para cada panel con el fin de evitar el ghosting.

## Requisitos mínimos
El módulo lleva todas las partes funcionales. Se basa en torno a una FPGA de la familia Altera Arria V GX que cuenta con 156K elementos lógicos, 396 bloques DSP y 67 canales LVDS. Se fabrica en el proceso TSMC 28LP y se combina con tres chips DRAM DDR3L para alcanzar un cierto ancho de banda, para una capacidad agregada de 768 MB. La FPGA empleada también cuenta con una interfaz LVDS para controlar el panel del monitor. Está pensada para sustituir a los escaladores comunes y ser integrada fácilmente por los fabricantes de monitores, que sólo tienen que ocuparse de la placa de circuito de alimentación y las conexiones de entrada.
GPU: 
- GPU GeForce GTX 650 Ti Boost o superior. (G-Sync, G-Sync Ultimate)
- Geforce serie 10 (Pascal) y superior. (Compatible con G-Sync)

Controlador: 
- R340.52 o superior.
- R417.71 o superior (Compatible con G-Sync)

Sistema operativo:
- Windows 7, 8, 8.1 y 10
- Linux, FreeBSD, Solaris
- Windows 10 x64 (compatible con G-Sync)

Requisitos del sistema: 
- Debe ser compatible con DisplayPort 1.2 directamente desde la GPU. (Displayport 1.2a para la compatibilidad con G-Sync)

Monitor:
- Monitor G-Sync conectado de forma nativa a través de DisplayPort v1.2 o superior[6] (1.2a para G-Sync Compatible)

## Críticas
G-Sync se enfrenta a algunas críticas[cita requerida] debido a su naturaleza propietaria y al hecho de que se siga promocionando cuando existen alternativas libres, como el estándar VESA Adaptive-Sync que es una característica opcional de DisplayPort en la versión 1.2a. Mientras que AMD se basa en el mencionado componente opcional de DisplayPort 1.2a, G-Sync requiere un módulo fabricado por Nvidia en lugar del escalador habitual de la pantalla para que funcione correctamente con determinadas tarjetas gráficas GeForce de Nvidia, como las de la serie GeForce 10 (Pascal). Sin embargo, existen monitores compatibles con G-Sync que también pueden utilizar FreeSync de AMD. El propio módulo G-Sync también ha sido criticado por consumir energía cuando el monitor está apagado, mientras que otras tecnologías comparables no consumen energía cuando el monitor está apagado. Una prueba realizada por el canal de YouTube de tecnología JayzTwoCents mostró que los monitores con el módulo G-Sync consumen aproximadamente 14W de forma continua cuando el monitor está apagado, y que los monitores comparables sin el módulo G-Sync consumen 0,0W cuando el monitor está apagado.

## Monitores compatibles con G-Sync
En el CES 2019, Nvidia anunció que admitirá monitores de frecuencia de refresco variable con tecnología FreeSync bajo un nuevo estándar denominado G-Sync Compatible. Todos los monitores bajo este nuevo estándar han sido probados por Nvidia para cumplir con sus requisitos de referencia para la tasa de refresco variable y habilitarán G-Sync automáticamente cuando se utilicen con una GPU Nvidia. Sin embargo, los usuarios con cualquier monitor Freesync, incluidos los que no están certificados oficialmente, pueden optar por activar la opción G-Sync en el panel de control de Nvidia.
A diferencia de Free-Sync, los monitores compatibles con G-Sync sólo son compatibles con la serie GTX 10 y posteriores.